# Jinks
Jinks is een computerspel dat werd ontwikkeld door Bernd Lintermann van Diamond Software en uitgegeven door Rainbow Arts Software. Het spel werd uitgebracht in 1987 voor de Commodore 64. Later volgde ook andere populaire homecomputers uit die tijd. Het spel is een breakout variant, maar dan waarbij het batje gedraaid kan worden. Het doel van het spel is te overleven op de planeet Jinks.

## Platforms
| Jaar | Platform                     |
| ---- | ---------------------------- |
| 1987 | Commodore 64                 |
| 1988 | Amiga, Amstrad CPC, Atari ST |
| 1989 | Atari 7800                   |